# Pterocles
Pterocles – rodzaj ptaków z rodziny stepówek (Pteroclidae).

## Zasięg występowania
Rodzaj obejmuje gatunki występujące w Eurazji i Afryce.

## Morfologia
Długość ciała 22–39 cm; masa ciała 140–550 g; rozpiętość skrzydeł 48–73 cm.

## Systematyka

### Etymologia
- Pterocles: gr. πτερον pteron „skrzydło”; -κλης -klēs „godny uwagi, wspaniały”[17].
- Attagen: łac. attagen, attagenis „ptak łowny”, od gr. ατταγην attagēn, ατταγηνος attagēnos „frankolin”[18]. Gatunek typowy: Tetrao alchata Linnaeus, 1766.
- Oenas: gr. οινας oinas, οιναδος oinados „gołąb”[19]. Gatunek typowy: Tetrao alchata Linnaeus, 1766.
- Ganga: hiszp. nazwa Ganga dla stepówki białobrzuchej. Nazwa zastępcza dla Pterocles Temminck, 1815.
- Psammoenas: gr. ψαμμος psammos „piasek”; οινας oinas, οιναδος oinados „gołąb”[20]. Gatunek typowy: Psammoenas burnesii Blyth, 1846 (niezidentyfikowany).
- Pteroclurus: rodzaj Pterocles Temminck, 1815; gr. ουρα oura „ogon”[21]. Gatunek typowy: Tetrao alchata Linnaeus, 1766.
- Pterygocys: gr. πτερυγωκης pterugōkēs „szybkoskrzydły”, od πτερυξ pterux, πτερυγος pterugos „skrzydło”; ωκυς ōkus „szybki”[22]. Nowa nazwa dla Pteroclurus Bonaparte, 1854 ze względu na puryzm.
- Eremialector: gr. ερημια erēmia „pustynia”; αλεκτωρ alektōr, αλεκτορος alektoros „drób, ptactwo”[23]. Gatunek typowy: Tetrao orientalis Linnaeus, 1758.
- Calopterocles: gr. καλος kalos „piękny”; rodzaj Pterocles Temminck, 1815[24]. Gatunek typowy: Tetrao variegatus J.F. Gmelin, 1789 (= Pterocles burchelli W.L. Sclater, 1922).
- Nyctiperdix: gr. νυκτι- nukti- „nocny-”, od νυξ nux, νυκτος nuktos „noc”; περδιξ perdix, περδικος perdikos „kuropatwa”[25]. Gatunek typowy: Pterocles bicinctus Temminck, 1815.
- Dilophilus: gr. δειλη deilē „późne popołudnie”; φιλος philos „miłośnik”[26]. Gatunek typowy: Pterocles lichtensteinii Temminck, 1825.
- Macleanornis: prof. Gordon Lindsay Maclean (1937–2008), południowoafrykański zoolog; gr. ορνις ornis, ορνιθος ornithos „ptak”[27]. Gatunek typowy: Pterocles lichtensteinii Temminck, 1825.
- Namapterocles: Namaqualand, Namibia (od Nama lub Namaqua, nazwy rdzennej ludności z plemienia Khoikhoi); rodzaj Pterocles Temminck, 1815[28]. Gatunek typowy: Tetrao namaqua J.F. Gmelin, 1789.
- Parapterocles: gr. παρα para „blisko”; rodzaj Pterocles Temminck, 1815[29]. Gatunek typowy: Tetrao senegallus Linnaeus, 1771.

### Podział systematyczny
Do rodzaju należą następujące gatunki:
- Pterocles alchata (Linnaeus, 1766) – stepówka białobrzucha
- Pterocles namaqua (J.F. Gmelin, 1789) – stepówka namibijska
- Pterocles exustus Temminck, 1825 – stepówka brunatnobrzucha
- Pterocles senegallus (Linnaeus, 1771) – stepówka rudogardła
- Pterocles orientalis (Linnaeus, 1758) – stepówka czarnobrzucha
- Pterocles gutturalis A. Smith, 1836 – stepówka żółtogardła
- Pterocles coronatus M.H.C. Lichtenstein, 1823 – stepówka piaskowa
- Pterocles decoratus Cabanis, 1868 – stepówka czarnolica
- Pterocles personatus Gould, 1843 – stepówka madagaskarska
- Pterocles lichtensteinii Temminck, 1825 – stepówka prążkowana
- Pterocles indicus (J.F. Gmelin, 1789) – stepówka indyjska
- Pterocles quadricinctus Temminck, 1815 – stepówka czterowstęgowa
- Pterocles bicinctus Temminck, 1825 – stepówka dwuwstęgowa
- Pterocles burchelli W.L. Sclater, 1922 – stepówka kalaharyjska